# Jan Janssen
Johannes Adrianus Janssen, kendt som Jan Janssen (født 19. maj 1940) er en hollandsk tidligere professionel cykelrytter (1962-1973), som bl.a. vandt Tour de France 1968 og blev verdensmester i landevejscykling i 1964. I 1967 vandt han Vuelta a España.

## Biografi
Janssen blev født i Nootdorp.
I starten af sin karriere var han en god sprinter. Senere udviklede han sig til en rytter, som kunne køre med i alle discipliner, og som især var kendt for sin sejrsvilje og sin evne til at overskue en situation.
Janssen vandt de fleste af de vigtige løb. I 1964, i Sallanches blev han verdensmester. I 1968 blev han den første hollænder, der vandt Tour de France – med en margin på kun 38 sekunder til nr.2, Herman Van Springel fra Belgien. Helt op til 1989, hvor Greg LeMond slog Laurent Fignon med kun 8 sekunder, var det den mindste afstand som Touren var blevet vundet med. Begge gange var den smalle sejr et resultat af en enkeltstart på sidste etape i Paris.
I 1968 var Tour-arrangørerne gået tilbage til nationshold i stedet for de firmahold, som de sidste par år havde kørt løbet. Beslutningen var populær hos tilskuerne, men det skabte problemer for rytterne, hvis loyalitet blev splittet mellem deres kaptajner på nationalholdene og de firmaholdskaptajner, som sagtens kunne være fra et andet landt, de kørte for til daglig.
Efter sigende led det hollandske hold mere af disse usynlige rivaliseringer end de fleste andre. For at vinde måtte Janssen, som normalt kørte for et hold sponsoreret af det franske bryggeri Pelforth, overvinde disse interne problemer.
Janssen var nem at spotte i feltet, fordi han havde lyst hår og især fordi han bar briller, hvad der var usædvanligt for en cykelrytter. Han har fortalt, hvordan han stoppede karrieren efter at han i Tour de Luxembourg var efterladt og var flov over at høre sit navn i løbsradioen sammen med andre udgåede.
"Jeg vidste, at jeg var Jan Janssen, vinder af Tour de France og VM, og at det var på tide for mig at sige stop".